# Ruhtalahti
Ruhtalahti är en vik i Finland. Den är en del av sjön Muuruejärvi och ligger i Viitasaari i landskapet Mellersta Finland, i den centrala delen av landet, 300 km norr om huvudstaden Helsingfors.